# Calle de los Canónigos

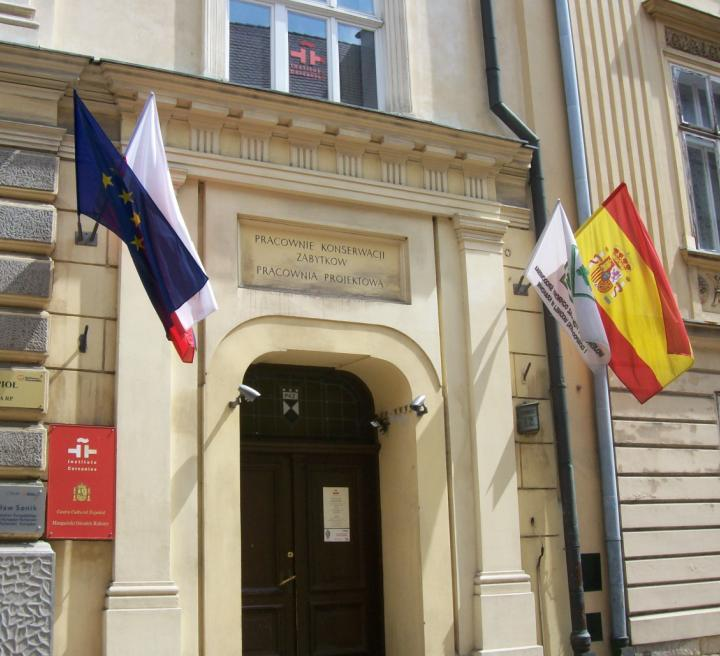
Instituto Cervantes en el número 12 de la calle de los Canónigos

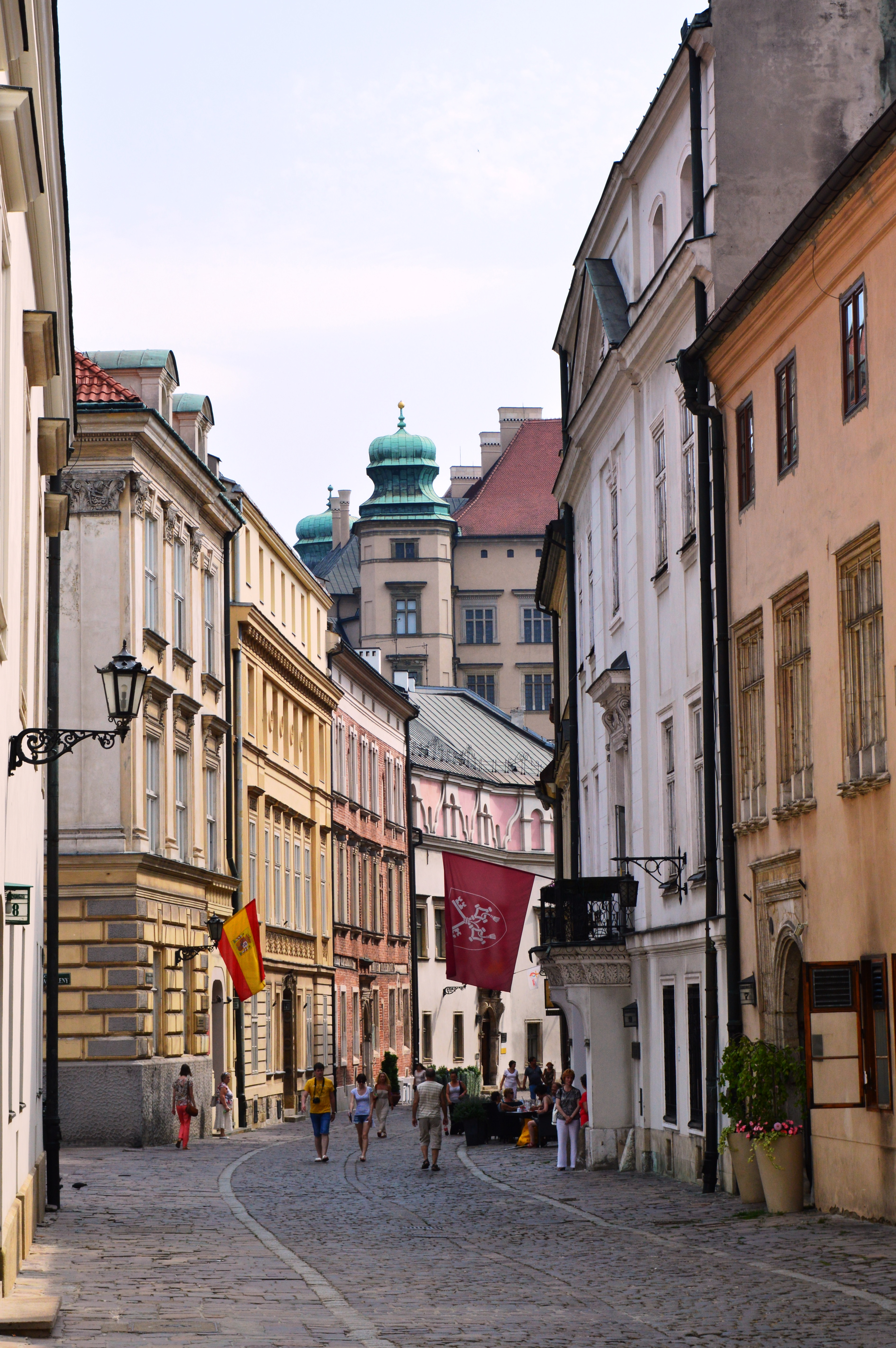
Vista de la calle

La Calle de los Canónigos (en polaco Ulica Kanonicza) es una calle del casco antiguo de Cracovia (Polonia). Antaño constituía una parte de la llamada Vía Real que unía  Wawel con la Puerta de San Florián. Trazada en el terreno del poblado medieval de Okół, fue habitada sobre todo por canónigos de la catedral. Uno de ellos fue el historiador del siglo xv Jan Długosz, cuya casa ocupa la esquina de la calle, a los pies mismos de Wawel. Los más bellos edificios remontan al siglo xvi. Algunos de ellos son obras de eminentes artistas como la casa en el número 18, obra de Jan Michałowicz de Urzędów, o el número 21 de Santi Gucci; ambos edificios son sedes de instituciones científicas y culturales: el Instituto de Juan Pablo II y el Museo Arquidiocesano. En el número 12 de esta calle se encuentra también el Instituto Cervantes.